# 美やま温泉
美やま温泉（みやまおんせん）は、埼玉県秩父市山田にある温泉。

## 泉質
- 弱アルカリ性単純硫黄冷鉱泉
  - 泉温　13℃

## 温泉地
秩父市街地から少し離れた横瀬川沿いの森林地帯に位置する一軒宿の「ホテル美やま」内で湧出する温泉。
日帰り入浴可能。旅館の規模は中規模であり、これといった特徴の施設はない。

## 歴史
- 1955年（昭和30年）- 開業。
- 1978年（昭和53年）- 開湯。

## アクセス
鉄道
- 西武鉄道西武秩父線・西武秩父駅より送迎バスで15分。

自動車
- 関越自動車道花園ICより国道140号、皆野寄居有料道路経由、車で45分。